# 1805 في فرنسا
فيما يلي قوائم الأحداث التي وقعت خلال عام 1805 في فرنسا.

## أحداث
- 1 يناير – تقويم جمهوري فرنسي

## مواليد

### فبراير
- 8 فبراير – لوي أوجوست بلانكي

### يونيو
- 2 يونيو – دي فرجيه

### يوليو
- 29 يوليو – ألكسيس دو توكفيل

### أغسطس
- 19 أغسطس – برتلمي سنت هيلار

### أكتوبر
- 20 أكتوبر – غابرييل بيبرون

### نوفمبر
- 19 نوفمبر – فرديناند دي لسبس مهندس فرنسي.
- 30 نوفمبر – جورج فرانسوا رويتر عالم نبات فرنسي.

### ديسمبر
- 7 ديسمبر – روبرت هوديني
- 16 ديسمبر – إيزيدور جوفروا سانت هيلير

## وفيات

### يناير
- 17 يناير – آبراهام هياسانت آنكيتيل دوبيرون (مواليد 1731)

### ديسمبر
- 1 ديسمبر – جوزيف برنارد دي شابيرت (مواليد 1724)
- 28 ديسمبر – جاك بونيت (مواليد 1733) سياسي فرنسي.